# 柱七 (角宿)
半人馬4是在半人馬座內的一顆恆星，被科學家懷疑是四合星系統，屬於B-型的藍白色次巨星，視星等 +4.75等，距離地球670光年遠。